# Айл-оф-Палмс (Південна Кароліна)
Айл-оф-Палмс (англ. Isle of Palms) — місто (англ. city) в США, в окрузі Чарлстон штату Південна Кароліна. Населення — 4347 осіб (2020).

## Географія
Айл-оф-Палмс розташований за координатами 32°48′17″ пн. ш. 79°45′7″ зх. д. / 32.80472° пн. ш. 79.75194° зх. д. (32.804755, -79.752018).  За даними Бюро перепису населення США в 2010 році місто мало площу 14,08 км², з яких 11,49 км² — суходіл та 2,59 км² — водойми.

## Демографія
Згідно з переписом 2010 року, у місті мешкали 4133 особи в 1828 домогосподарствах у складі 1281 родини. Густота населення становила 294 особи/км².  Було 4274 помешкання (304/км²).
Расовий склад населення:
| - 97,7 % — білих - 0,8 % — азіатів - 0,6 % — чорних або афроамериканців - 0,1 % — корінних американців |

До двох чи більше рас належало 0,7 %. Частка іспаномовних становила 1,1 % від усіх жителів.
За віковим діапазоном населення розподілялося таким чином: 17,0 % — особи молодші 18 років, 60,4 % — особи у віці 18—64 років, 22,6 % — особи у віці 65 років та старші. Медіана віку мешканця становила 52,6 року. На 100 осіб жіночої статі у місті припадало 98,1 чоловіків;  на 100 жінок у віці від 18 років та старших — 95,3 чоловіків також старших 18 років.
Середній дохід на одне домашнє господарство  становив 149 224 долари США (медіана — 95 000), а середній дохід на одну сім'ю — 167 695 доларів (медіана — 110 398). Медіана доходів становила 78 793 долари для чоловіків та 50 811 долар для жінок. За межею бідності перебувало 10,7 % осіб, у тому числі 16,5 % дітей у віці до 18 років та 5,7 % осіб у віці 65 років та старших.
Цивільне працевлаштоване населення становило 1844 особи. Основні галузі зайнятості: науковці, спеціалісти, менеджери — 23,3 %, освіта, охорона здоров'я та соціальна допомога — 21,5 %, фінанси, страхування та нерухомість — 12,5 %, будівництво — 9,2 %.